# Glodeanu Sărat
Glodeanu Sărat – wieś w Rumunii, w okręgu Buzău, w gminie Glodeanu Sărat. W 2011 roku liczyła 2351 mieszkańców.